# Kyrkomusik
Kyrkomusik är en oklart avgränsad term för en mycket stor repertoar som på något sätt är förbunden med den kristna kyrkan. Som en innersta kärna i kyrkomusiken kan man betrakta de liturgiska avsnitt som utförs sjungandes. Dock har begreppet med tiden kommit att utökas även med musik som komponerats som konstmusik eller i en mer folklig musikstil.
Frågan om huruvida kyrkomusiken stilmässigt kan skiljas från annan musik, det vill säga om den sakrala musiken definitionsmässigt går att avskärma från den profana, är ett musikteologiskt problem.

## Definition
I sträng bemärkelse är kyrkomusiken direkt knuten till kyrkans liturgi. Termen används emellertid även om annan vokal och instrumental musik som är skriven till eller initierad av bibelord, bibliska berättelser, helgonlegender och liknande. Merparten orgelmusik räknas också hit, till exempel koralfantasier och koralpartitor. Den gamla kyrkans specifika musik är den gregorianska sången. Den fungerar fortfarande både i den romerska kyrkan och i vissa evangeliska samfund. Så är till exempel musiken i 1942 års svenska kyrkohandbok likaväl som i den 1976 antagna kyrkohandboken till större delen gregoriansk. 

## Historia
Under den senare delen av medeltiden vann flerstämmig körsång (mässor och motetter) insteg i kyrkomusiken. I Italien skapade Palestrina en polyfon a cappella-stil, som blev stilbildande för lång tid framåt och som i vår tid fått förnyad aktualitet. På protestantiskt område fick den folkligt förankrade kyrkovisan betydelse både som ren gudstjänstmusik och som underlag för koralkantater, orgelkoraler och andra former som kulminerade under barocken med Dietrich Buxtehude och Johan Sebastian Bach.
Den senares passioner och mässa samt Händels oratorier (Messias med flera) kontrasterade på flera sätt mot tidigare verk av till exempel Heinrich Schütz, vilka skapades över det rena bibelordet utan tilldiktning.
På katolsk mark tillkom mot 1700-talets slut och under 1800-talet de stora konsertmässorna. Haydn och Mozart skrev ca 15 vardera och Bruckner tre. Requiemmässor skrev bland andra Verdi och Antonín Dvořák. Max Reger skapade orgelmusik, bland annat sju stora koralfantasier för sin tids så kallade orkesterorgel.
Både inom den romerska kyrkan och de evangeliska uppstod under 1800-talet reformsträvanden. Den romerska cecilianismen är en sådan rörelse. Benediktinklostret i Solesmes blev centrum för den gregorianska förnyelsen. Senare har också den evangeliska kyrkovisan restaurerats efter en lång period av rytmisk likriktning i Tyskland och Skandinavien. 
De kyrkomusikaliska kompositionsidealen har i vårt århundrade ofta hämtats från barocken. Medan den så kallade orgelrörelsen hade barocktidens orgelklang som ideal gör sig numera ett ökat intresse för romantisk orgelmusik märkbart. 

## Dagens kyrkomusik
Den expanderande kyrkosångrörelsen är ett viktigt drag i svenskt kyrkomusikliv i dag. På många håll vill man bryta orgelns dominans som gudstjänstinstrument.
Bland dem som gjort stora insatser för det liturgiska förnyelsearbete i vårt land märks Gustaf Aulén och Harald Göransson och bland tonsättare på kyrkomusikens område Otto Olsson, Albert Runbäck, Gunnar Thyrestam, Valdemar Söderholm, Sven-Erik Bäck, Fredrik Sixten med flera.